# Tilmi
Tilmi (franska: Tilmi (CR), Tilmi (Commune Rurale), arabiska: تغزوت نايت عطى) är en kommun i Marocko.   Den ligger i provinsen Tinghir och regionen Drâa-Tafilalet, 260 km söder om huvudstaden Rabat. Antalet invånare är 10 445.